# Gunther von Hagens

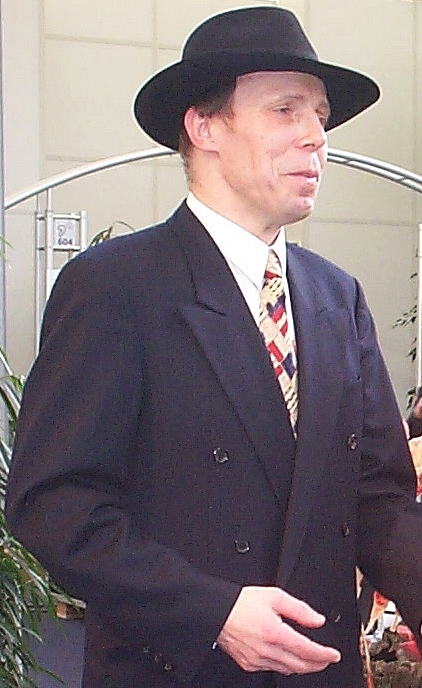
Gunther von Hagens in 2000

Gunther von Hagens (Alt-Skalden, 10 januari 1945), geboren als Gunther Gerhard Liebchen, is een Duitse anatoom. Hij verwierf veel faam met de door hem ontwikkelde plastinatietechniek. Met deze techniek heeft hij een tentoonstelling van menselijke lichamen en lichaamsdelen opgezet:  Körperwelten. Bovendien deed Von Hagens zowel in Nederland als in het Verenigd Koninkrijk veel stof opwaaien met zijn programma "anatomie voor beginners", waarin hij menselijke lichamen voor de camera ontleedt.
Von Hagens werd in 1945 in de Reichsgau Wartheland in het bezette Polen geboren. Hij groeide op in de stad Greiz in de DDR. Vanaf 1965 studeerde hij medicijnen in Jena. In 1968 nam hij deel aan een demonstratie tegen de onderdrukking van de Praagse Lente en ondernam hij een vluchtpoging. Hij werd gevangengezet en in 1970 door de Bondsrepubliek voor een bedrag van 40.000 DM vrijgekocht. Hagens zette zijn studie aan de universiteit van Lübeck voort en promoveerde in 1975 in Heidelberg. In dat jaar trouwde hij met zijn eerste vrouw, Cornelia von Hagens, van wie hij de achternaam voert. In Heidelberg werkte hij aan het impregneren van anatomische preparaten en ontwikkelde hier zijn plastinatietechniek.
In 2001 deed de tentoonstelling België aan, in de slachthuizen van Anderlecht.
De tentoonstelling Bodies: The Exhibition die begin 2007 in de Beurs van Berlage getoond werd, is, in tegenstelling tot wat men zou kunnen vermoeden, georganiseerd door een bedrijf waar Von Hagens geen binding mee heeft.
In 2008 participeerde Von Hagens in het programma Eat to save your life van de bekende chef-kok Jamie Oliver. Hierin gaf hij middels dissectie van een man met overgewicht aan wat de risico's van ongezond eten kunnen zijn.
Hij identificeert zichzelf als atheïst.